# Die drei Schlangenblätter

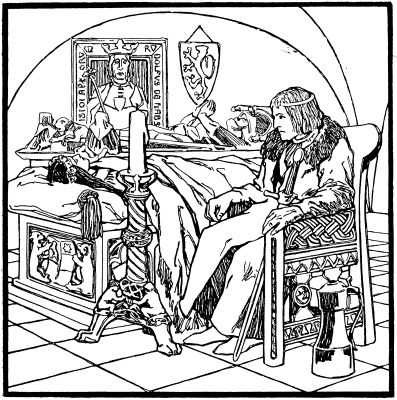
Die drei Schlangenblätter, Illustration von Otto Ubbelohde

Die drei Schlangenblätter ist ein Märchen (ATU 612). Es steht in den Kinder- und Hausmärchen der Brüder Grimm ab der 2. Auflage von 1819 an Stelle 16 (KHM 16).

## Inhalt
Weil sein Vater ihn nicht mehr ernähren kann, geht ein Jüngling in Kriegsdienst und gewinnt durch seine Tapferkeit die Gunst des Königs. Er heiratet die schöne, aber seltsame Königstochter, die zur Bedingung macht, dass beim Tod des Einen der Andere sich lebend mitbegraben lässt. Als sie krank wird und stirbt, sitzt er neben ihr in der Grabkammer an einem Tisch mit vier Lichtern, vier Laib Brot und vier Flaschen Wein, die ihm zum Leben bleiben. Als sich der Leiche eine Schlange nähert, schlägt er sie in drei Stücke. Eine zweite Schlange kommt und heilt die erste mit drei Blättern. Er legt seiner Frau die Blätter auf Mund und Augen, sie erwacht und beide geben laut, dass der König sie befreit.
Ein Diener erhält die drei Schlangenblätter zur Verwahrung. Seit ihrer Erweckung scheint die Frau ihren Mann nicht mehr zu lieben. Bei einer Schifffahrt zu seinem Vater werfen sie und der Schiffer den Mann über Bord. Der treue Diener fährt ihm in einem kleinen Schiff nach und erweckt ihn mit den Blättern. Sie kommen vor den anderen beim König an, der sie versteckt, um zu hören, wie seine Tochter ihn über den Verbleib ihres Mannes belügt. Zur Strafe muss sie mit dem Schiffer in einem durchlöcherten Schiff ins Meer treiben.

## Herkunft
Laut Grimms Anmerkung folgt der Text zwei Erzählungen, die nur in unbedeutenden Dingen abweichen aus Hoof in Hessen und aus einem Dorfe im Paderbörnischen. Man nimmt an, dass sie von Wachtmeister Krause bzw. Familie von Haxthausen stammen. Sie erwähnen noch die griechische Sage von Polyidos und Glaukos, ein ungarisches Märchen bei Stier, Marie de France’ Lai Eliduc, die nordische Sage von Asmund und Aswit und 1001 Nacht 2, 137. Die charakterliche Veränderung der Frau zeige offenbar ursprünglich nur, dass sie ihr früheres Leben vergessen hat.
Rudolf Schenda zufolge findet sich das heilende Zauberkraut, das der Mensch durch ein Tier kennenlernt, zuerst in mittelalterlichen Enzyklopädien und Marie de France’ Lai Eliduc. Die Wiederbelebung ähnelt der des Glaukos durch den Seher Polyeidos im griechischen Mythos. Die Lebendbegrabung mit Lebensmitteln erinnert an die vierte Reise von Sindbad dem Seefahrer in 1001 Nacht, aber auch an die Hinrichtung unkeuscher Vestalinnen im alten Rom.
In einer Flensburger Sage führt das Fangen einer blauen Schlange im Übrigen sogar zur Unsterblichkeit, die von einer Krone ausgeht, die die blaue Schlange trägt, oder zu Reichtum wenn die Krone an den König weitergegeben würde. Nicht weit entfernt von Flensburg liegt Broager, wo zudem die Sage vom Schlangenblatt existiert, die von Gustav Friedrich Meyer aufgezeichnet wurde und im Jahre 1929 in einen seiner Bücher erschien. Diese Sage zeigt noch mehr Ähnlichkeit zum Märchen. Die Schlangen werden in der Sage aber wesentlich gefährlicher beschrieben.

## Interpretation
Die seltsame Forderung der Königstochter scheint zu bedeuten, dass sie ihren Mann ganz für sich haben will. Grimms Märchen kennen Schlangen als eifersüchtig und hinterhältig (Der König vom goldenen Berg, Schneewittchen). Der rechtschaffene Protagonist kann aber ihre heilkräftige Wirkung zum Guten einsetzen (Die weiße Schlange). Man schrieb ihr mit ihren Häutungen außerdem die Fähigkeit zu Wiedergeburt und Transformation zu (siehe Jorinde und Joringel). Bei Vergleichen bedenke man auch, dass die Schlange oft identisch ist mit Kröte, Drache oder Lindwurm: Märchen von der Unke, Die drei Männlein im Walde, Das singende springende Löweneckerchen, Die weiße und die schwarze Braut. In Die zwei Brüder wird einem Drachentöter von einem Gottlosen der Kopf abgeschlagen, später schlägt er selbst aus Eifersucht seinem treuen Bruder den Kopf ab, wobei beide durch eine Wurzel geheilt werden.
Verena Kast deutet Mann und Frau als einseitig väterlichen Treueidealen verpflichtet, was ihn naiv und sie ambivalent macht. Ihr besitzergreifender Liebesschwur enthält ängstliche Rachegelüste, die Ehe ist ein Gefühlsgrab. In der mutterleibsähnlichen Höhle läge auch Kraft zu neuem Leben, wie das vieldeutige Schlangensymbol mit dem Lebenskraut und die Verschiebung von der Vierzahl (von Brot, Wein und Kerzen, vgl. Abendmahl) zur dynamischen Drei der Schlangenstücke ausdrückt, die Frau findet im Schiffer wohl einen natürlicheren Partner. Leider fällt die Entscheidung für Gesetz statt Beziehung. Die Aussetzung in einem steuerlosen, lecken Boot ist die altgermanische Strafe für den Vatermörder (Bolte/Polivka, Anmerkungen zu den KHM, Bd. I, 1963, S. 127). Der Psychotherapeut Jobst Finke sieht eine äußerlich harmonische Beziehung mit aber viel Verpflichtungsdruck, oft erkranke dann ein Partner psychosomatisch. Sie wird wiederbelebt, aber liebt ihn nicht mehr, vielleicht könne ein Seitensprung auch die Paardynamik beleben. Der Homöopath Martin Bomhardt vergleicht das Märchen mit dem Arzneimittelbild von Vipera berus (Kreuzotter).
Der Literaturwissenschaftler Michael Maar wundert sich über die Unlogik, dass man drei Blätter braucht für die an zwei Stellen zerschnittene Schlange. Vielleicht wuchs ursprünglich aus jedem Stück eine neue Schlange, wie bei der Hydra.

### Primärliteratur
- Grimm, Brüder. Kinder- und Hausmärchen. Vollständige Ausgabe. Mit 184 Illustrationen zeitgenössischer Künstler und einem Nachwort von Heinz Rölleke. S. 126–129. Düsseldorf und Zürich, 19. Auflage 1999. (Artemis & Winkler Verlag; Patmos Verlag; ISBN 3-538-06943-3)
- Grimm, Brüder. Kinder- und Hausmärchen. Ausgabe letzter Hand mit den Originalanmerkungen der Brüder Grimm. Mit einem Anhang sämtlicher, nicht in allen Auflagen veröffentlichter Märchen und Herkunftsnachweisen herausgegeben von Heinz Rölleke. Band 3: Originalanmerkungen, Herkunftsnachweise, Nachwort. S. 38–39, S. 448. Durchgesehene und bibliographisch ergänzte Ausgabe, Stuttgart 1994. (Reclam-Verlag; ISBN 3-15-003193-1)

### Deutungen
- Kast, Verena: Mann und Frau im Märchen. Eine psychologische Deutung. 2. Auflage, München 1988. S. 57–76. (dtv; ISBN 3-530-42101-4)
- Jobst Finke: Träume, Märchen, Imaginationen. Personzentrierte Psychotherapie und Beratung mit Bildern und Symbolen. Reinhardt, München 2013, ISBN 978-3-497-02371-4, S. 206–207.